# Robustesse (ingénierie)
Pour les articles homonymes, voir robustesse.

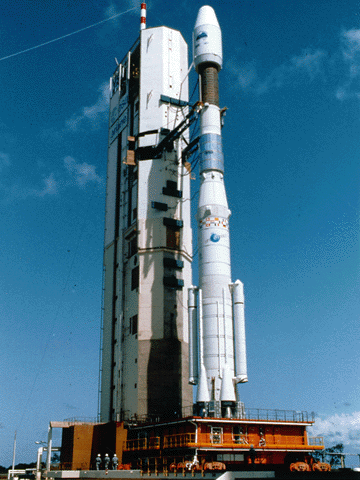
Ariane 4 : exemple de système industriel performant et robuste.

En ingénierie, la robustesse d'un système se définit comme la « stabilité de sa performance ».
On distingue trois types de systèmes :
- les systèmes non-performants, qui ne remplissent pas les fonctionnalités attendues par l'utilisateur ;
- les systèmes performants fragiles, qui sont performants mais uniquement pour une plage réduite des paramètres internes ou externes ;
- les systèmes performants robustes, qui restent performants malgré des conditions externes présentant de larges variations d'amplitude (exemple : variation de température, d'adhérence au sol, d'humidité, de dispersion d'usinage, ...).

## Exemples industriels
(février 2017).
Si vous disposez d'ouvrages ou d'articles de référence ou si vous connaissez des sites web de qualité traitant du thème abordé ici, merci de compléter l'article en donnant les références utiles à sa vérifiabilité et en les liant à la section « Notes et références ».
- Systèmes non-performants :
  - véhicules automobiles soviétiques des années 1980 par rapport aux automobiles japonaises et occidentales ;
  - hydravion géant Hughes H-4 Hercules (n'ayant jamais réussi à décoller en altitude commerciale) ;
  - système d'exploitation Windows Vista attendu pour ses performances "révolutionnaires" mais loin d'être convenables et stables.
- Systèmes performants fragiles :
  - fusée Ariane 5 (performance = plus grosse charge spatiale embarquable, moteur Vulcain non polluant - fragilité à ses débuts =  explosion du vol 501 - « robustifiée » depuis) ;
  - avion Boeing 737 Max (performance = avion économe en carburant, fragilité = instable car train d'atterrissage trop court et centre de gravité décalé) ;
  - iPhone (performance = téléphone ergonomique, fragilité = non rechargeable sur USB, etc.) ;
  - train ICE 1 (performance = train très rapide - fragilité =  boggies instables).
- Systèmes performants robustes :
  - réseau Internet (performance = croissance rapide des interconnexions machines - robustesse = communication inter-machines maintenue en cas de modification impromptue du réseau ou de séparation en de multiples sous-réseaux) ;
  - train TGV (performance = train très rapide - robustesse = haute stabilité de la trajectoire en cas de déraillement) ;
  - avion Airbus A320 (performance = communité de la cabine de pilotage 318-321, commandes électriques de vol - robustesse = vol possible avec un réacteur en panne) ;
  - fusée Ariane 4.